# Venray
Venray (anhörenⓘ) (limburgisch Venroj) ist eine Gemeinde in den Niederlanden, Provinz Limburg. Ihre Gesamtfläche beträgt 165 km². Die Gemeinde hat 44.810 Einwohner (Stand 1. Januar 2025), verteilt auf den Hauptort Venray (etwa 29.000 Einwohner) und zehn andere Dörfer. Dazu gehören unter anderem Ysselsteyn, Leunen, Oirlo und Oostrum. Seit dem 1. Januar 2010 gehören auch die Ortschaften Blitterswijck, Geijsteren und Wanssum der bisherigen Gemeinde Meerlo-Wanssum zum Gemeindegebiet.

## Lage und Wirtschaft
Venray liegt zwischen der Maas und dem Naturgebiet De Peel, das die Grenze zur Provinz Noord-Brabant bildet. Oostrum, 2 km östlich von Venray, hat einen Bahnhof an der Eisenbahnstrecke Nijmegen–Venlo. Von hier fahren Busse nach Venray selbst.
Venray liegt außerdem an der Autobahn A 73 Nijmegen–Venlo.
Der US-amerikanische Konzern Xerox betreibt in Venray eine Fabrik, in der Fotokopiergeräte hergestellt werden. Darüber hinaus existieren kleine Fabriken und Handelsunternehmen. Zahlreiche Arbeitsplätze gibt es auch in der Krankenpflege: es gibt zwei psychiatrische Anstalten, mehrere Altersheime und ein Regionalkrankenhaus.
Die Umgebung Venrays besitzt eine bedeutende Land-, Garten- (Blumen, Spargel) und Viehwirtschaft (Mastschweine).
Die Gemeinde ist auch eine Garnisonsstadt. Die Kaserne auf einem Flugplatzgelände liegt im äußersten Westen des Gemeindegebiets.

## Geschichte
Schon um 1200 gab es das Dorf Rooy oder Rode (der Name weist auf eine durch eine Waldrodung entstandene Siedlung hin). Es gehörte im 15. Jahrhundert zum Herzogtum Geldern. Eine 1651 gegründete Lateinschule so wie mehrere Klöster weisen auf eine Blütezeit im späten 17. Jahrhundert hin. Diese wurde zum Teil durch den ertragreichen Torfabbau im Moor De Peel verursacht. Im 18. Jahrhundert gab es einen ernsthaften Rückgang und viel Armut. Als 1883 der Eisenbahnanschluss zustande kam und schlaue Bauern eine gute Schafsrasse züchteten und viele dieser Tiere nach Australien und Neuseeland zu exportieren wussten, kam Venray zu erneuter Blüte. Das Peel-Gebiet wurde zum Teil urbar gemacht, was eine Verbesserung der Landwirtschaft brachte.
Im Zweiten Weltkrieg hatte Venray viel zu leiden. Die Peel-Raam-Stellung verlief quer durch die Gemeinde, und in den Jahren 1940 (deutsche Eroberung) und 1944/1945 (alliierte Eroberung) entstanden große Kriegsschäden. Auch fielen sehr viele Menschen dem Kriegsgeschehen zum Opfer. Ab 1952 wurde, mit Erfolg, ein Industrialisierungsplan durchgeführt.

## Politik

### Sitzverteilung im Gemeinderat
Der Gemeinderat wird seit 1982 folgendermaßen gebildet:
| Partei                                      | Sitze | Sitze | Sitze | Sitze | Sitze | Sitze | Sitze | Sitze  | Sitze | Sitze | Sitze |
| Partei                                      | 1982  | 1986  | 1990  | 1994  | 1998  | 2002  | 2006  | 2009 a | 2014  | 2018  | 2022  |
| ------------------------------------------- | ----- | ----- | ----- | ----- | ----- | ----- | ----- | ------ | ----- | ----- | ----- |
| VENRAY Lokaal b                             | –     | –     | –     | –     | –     | –     | –     | –      | –     | 5     | 7     |
| CDA                                         | 14    | 12    | 14    | 9     | 10    | 8     | 7     | 10     | 9     | 9     | 6     |
| VVD                                         | 3     | 2     | 1     | 2     | 3     | 3     | 2     | 2      | 2     | 2     | 4     |
| D66                                         | 0     | –     | –     | 3     | 2     | –     | –     | –      | 3     | 3     | 3     |
| Samenwerking Venray                         | 2     | 2     | 2     | 3     | 2     | 5     | 5     | 4      | 3     | 3     | 3     |
| SP                                          | –     | –     | –     | –     | –     | –     | 2     | 2      | 4     | 4     | 2     |
| PvdA                                        | 3     | 5     | 4     | 4     | 4     | 4     | 6     | 4      | 1     | 1     | 1     |
| GroenLinks                                  | –     | –     | –     | –     | –     | –     | –     | –      | –     | –     | 1     |
| Plaatselijk Progressief in het Kwadraat b c | –     | –     | –     | –     | –     | –     | 2     | 4      | 3     | –     | –     |
| inVENtief b                                 | –     | –     | –     | –     | –     | –     | 1     | 1      | 2     | –     | –     |
| Lijst Kateman                               | –     | –     | –     | –     | –     | –     | 0     | –      | –     | –     | –     |
| NVU                                         | –     | –     | –     | –     | –     | –     | 0     | –      | –     | –     | –     |
| Fractie Van de Vorle                        | –     | 2     | 2     | 4     | 4     | 5     | –     | –      | –     | –     | –     |
| PPR                                         | 1     | –     | –     | –     | –     | –     | –     | –      | –     | –     | –     |
| PSP                                         | 1     | –     | –     | –     | –     | –     | –     | –      | –     | –     | –     |
| CPN                                         | –     | –     | –     | –     | –     | –     | –     | –      | –     | –     |       |
| Kleine Arbeiders Partij                     | 0     | –     | –     | –     | –     | –     | –     | –      | –     | –     | –     |
| Gesamt                                      | 23    | 23    | 23    | 25    | 25    | 25    | 25    | 27     | 27    | 27    | 27    |

Anmerkungen

### Kollegium von Bürgermeister und Beigeordneten
Zwischen 2018 und 2022 besteht eine Koalition aus CDA, D66 und VENRAY Lokaal. Die Koalitionsparteien stellen dem Kollegium die Beigeordneten bereit, wobei die CDA mit zwei Beigeordneten im Kollegium zugegen sind und die D66 und VENRAY Lokaal jeweils einen Beigeordneten beitragen. Sie wurden am 22. Mai 2018 im Rahmen einer Ratssitzung berufen. Folgende Personen gehören zum Kollegium und sind in folgenden Bereichen zuständig:
| Funktion         | Name                     | Partei        | Ressort                                                          | Anmerkung                       |
| ---------------- | ------------------------ | ------------- | ---------------------------------------------------------------- | ------------------------------- |
| Bürgermeister    | Michiel Uitdehaag        | D66           | allgemeine Verwaltung, Sicherheit und rechtliche Angelegenheiten | seit dem 11. Juli 2023 im Amt   |
| Beigeordnete     | Jan Loonen               | CDA           | Wirtschaft, Gebietsentwicklungen und Veranstaltungen             | stellvertretender Bürgermeister |
| Beigeordnete     | Anne Thielen             | CDA           | gesellschaftliche Sachen, Jugend und Lebensqualität              | —                               |
| Beigeordnete     | Martijn van der Putten   | D66           | Bildung, Stadtplanung und Mittel                                 | —                               |
| Beigeordnete     | Carla Brugman-Rustenburg | VENRAY Lokaal | Nachhaltigkeit, öffentliche Raum und Mobilität                   | —                               |
| Gemeindesekretär | Karel Joosten            | —             | —                                                                | seit Juli 2010 im Amt           |

## Sehenswürdigkeiten

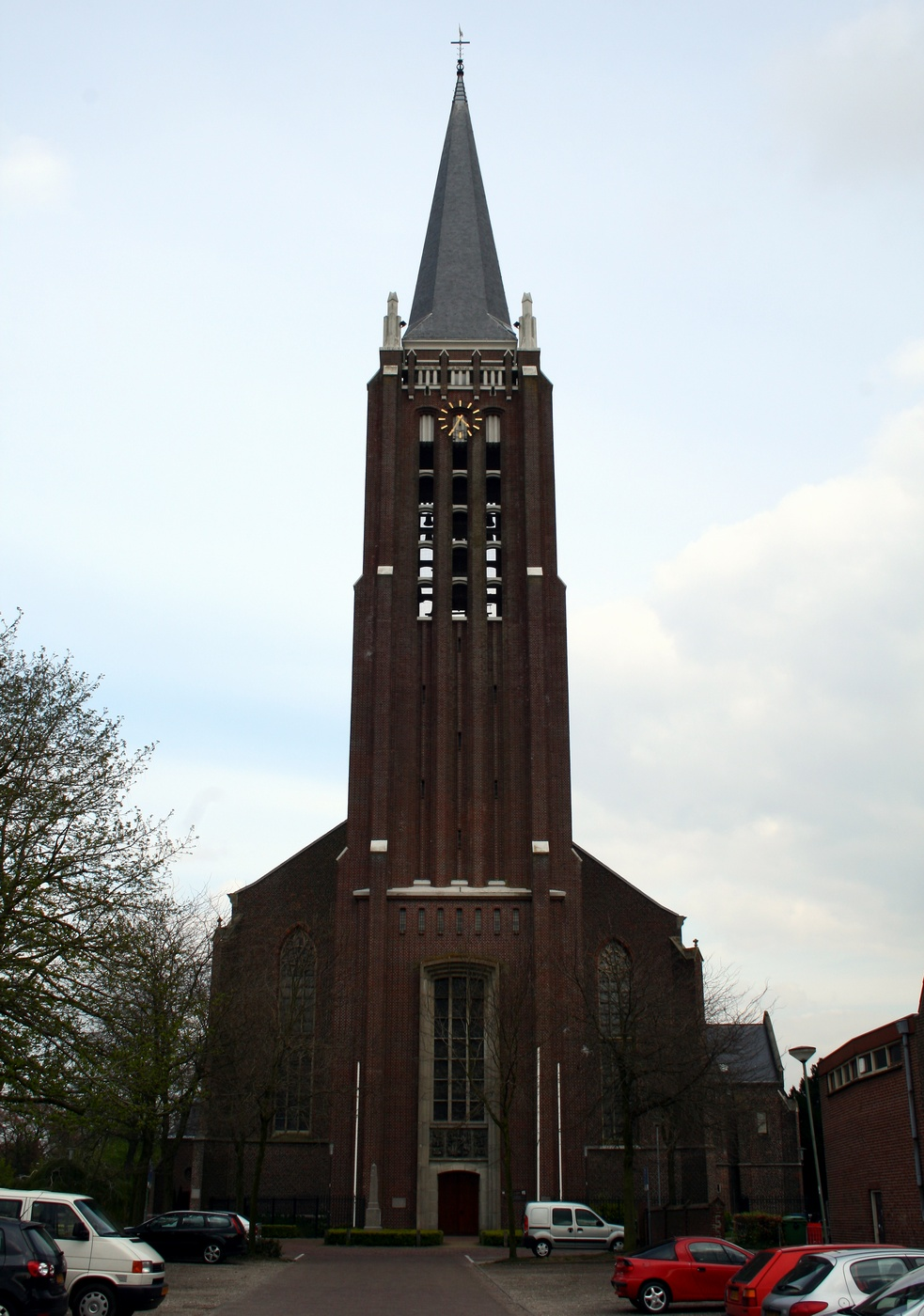
Kirche in Venray

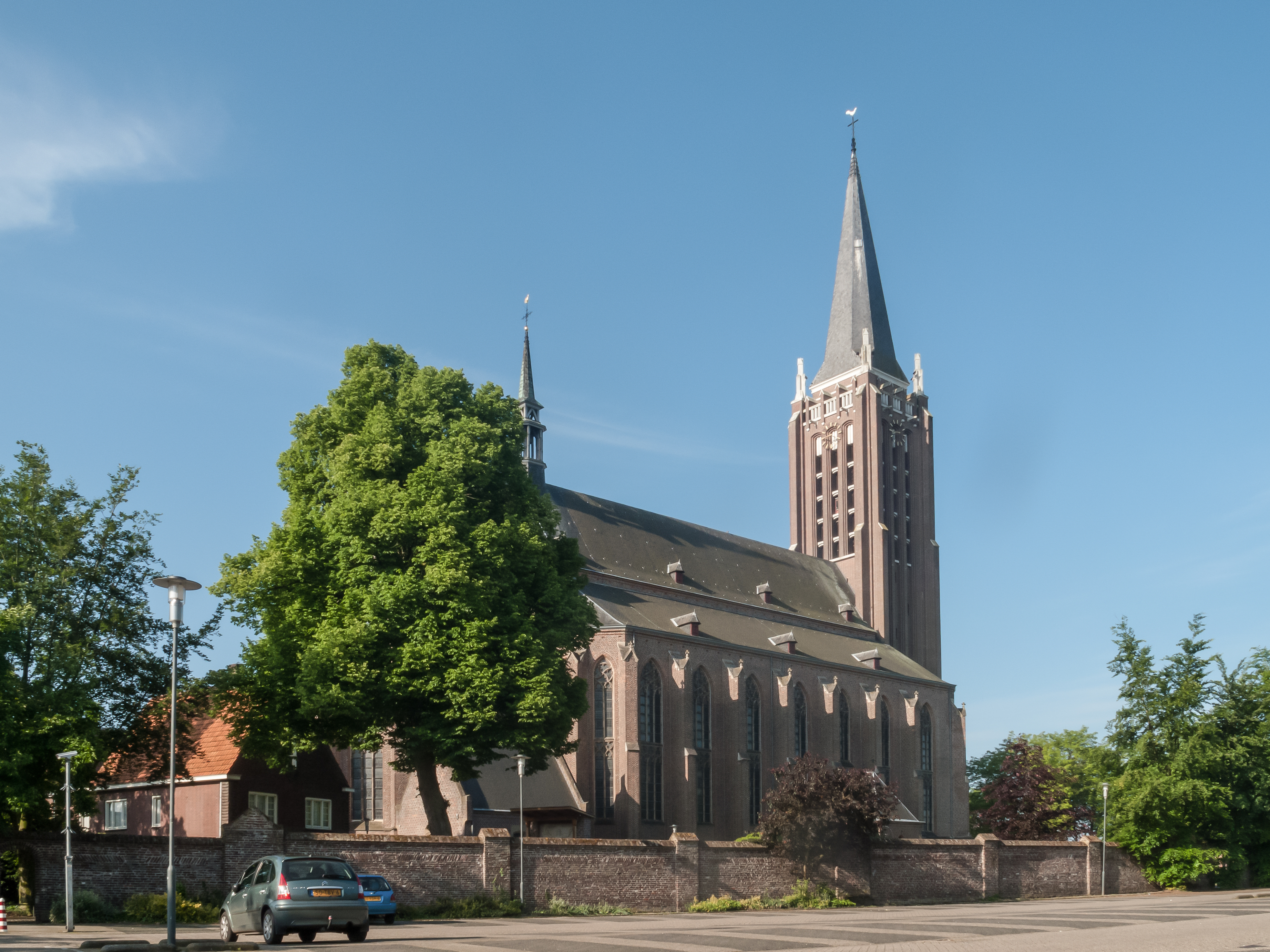
Kirche: de Sint Petrus-Bandenkerk

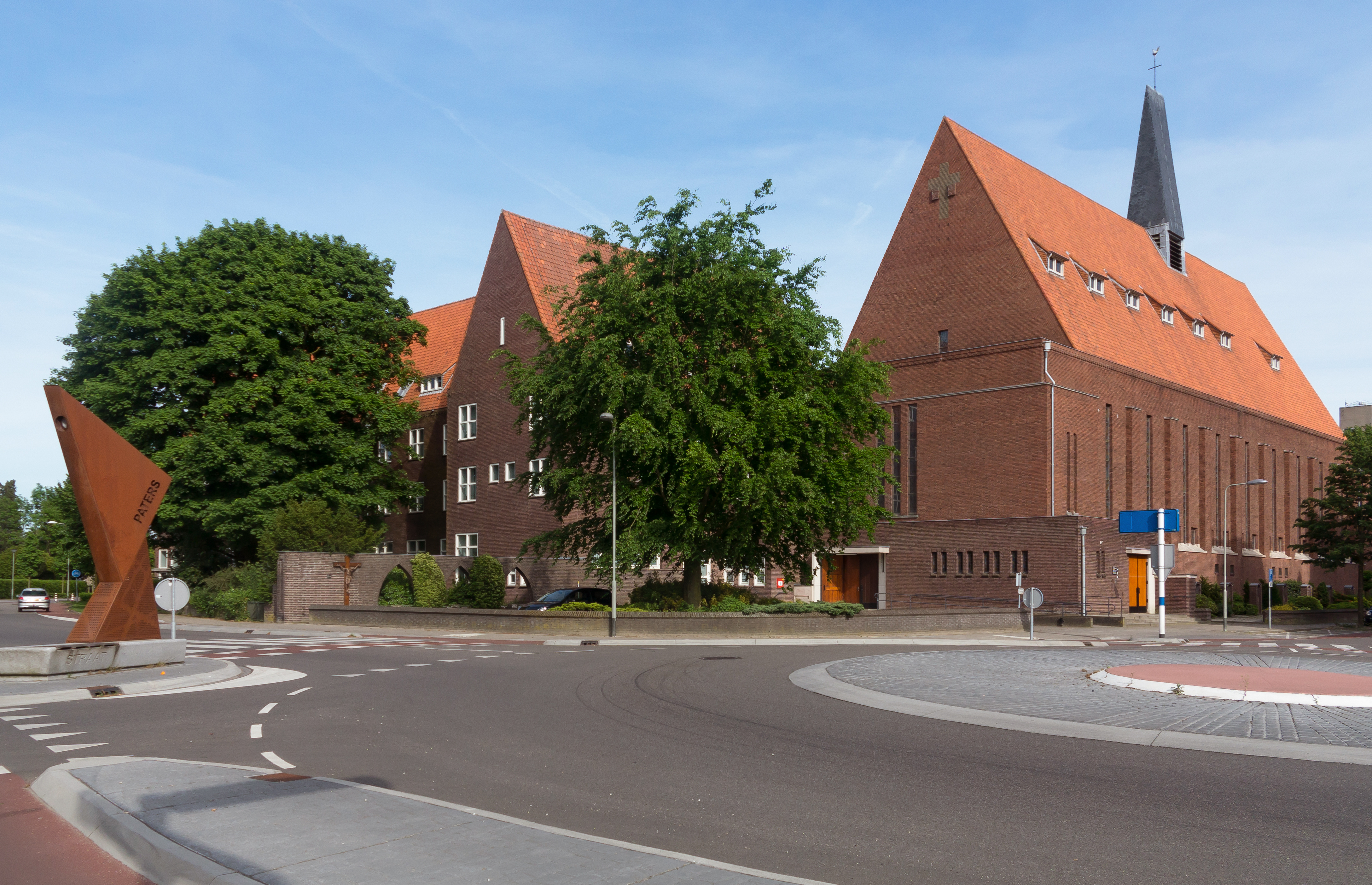
Kirche: de Onze Lieve Vrouw van Zeven Smarten of Paterskerk

Das Naturgebiet De Peel kann besucht werden. In Ysselsteyn, 8 km südwestlich von Venray entfernt, befindet sich der Kriegsgräberfriedhof Ysselsteyn, die einzige deutsche Kriegsgräberstätte der Niederlande. Sie hat etwa 32.000 Gräber und wird vor allem am Volkstrauertag von Deutschen besucht.

## Persönlichkeiten
- Godefridus Henschenius (1600–1682), Jesuit und Historiker
- Henri Poels (1868–1948), Theologe und Priester
- Peter Winnen (* 1957), Journalist und ehemaliger Radrennfahrer
- Paul Kronenberg (* 1968), Techniker und Blindenschulgründer
- Edward Linskens (* 1968), Fußballspieler
- Erwin Verstegen (1971–1995), Bogenschütze
- Nastasja Marinkovic (* 1976), Sängerin, Mitglied der Gruppe Wind
- Ron van der Hoff (* 1978), Bogenschütze
- Mark Veens (* 1978), Schwimmer
- Ruud Janssen (* 1979), Schachspieler
- Michelle Courtens (* 1981), Sängerin
- Wout Poels (* 1987), Radrennfahrer
- Mike Teunissen (* 1992), Radrennfahrer
- Pauliena Rooijakkers (* 1993), Radrennfahrerin
- Dagmar Boom (* 2000), Volleyballspielerin